# Biztonságpolitikai Szakkollégium
A Zrínyi Miklós Nemzetvédelmi Egyetem civil hallgatói 2003 októberében hoztak létre szervezett tömörülést "Biztonságpolitikai Szakkollégium" (BSZK) néven azzal a célkitűzéssel, "hogy értelmiségieket neveljen a magyar nemzet szolgálatára, egy biztonságos társadalom építésére, az értelmiségi képzés, a szaktudás erősítése, a pszichológiai érettség, a morális és közösségi életvitel, a társadalmi érzékenység és a hazaszeretet elmélyítése révén"

## Általában a Biztonságpolitikai Szakkollégiumról
A Zrínyi Miklós Nemzetvédelmi Egyetem civil hallgatói 2003 októberében hozták létre a BSZK-t. Az alapítók ekkor azzal a céllal alakították ki tevékenységük alapjait, hogy az egyetemi oktatás törzsanyagát előadásokkal, helyzetgyakorlatokkal egészítsék ki, és azt gyakorlatiasabbá tegyék; emellett olyan összetartó közösséget hozzanak létre, amely összefogja és egyesíti az egyetem érdeklődő, önképző és saját szakmai-emberi fejlődéséért tenni akaró hallgatóit. A BSZK mindig is arra törekedett, hogy az egyetem legkiválóbb, legérdeklőbb hallgatóit összekovácsolja, fórumot biztosítson az együttgondolkodásnak és a közös munkának.
Az alapítás óta eltelt időszakban – számos nehézség ellenére – a kezdeményezés folyamatosan fejlődött, programjai rendszeresen szerepeltek az egyetem mindennapjaiban. Ennek eredményeként 2007 decemberében minőségi változás állt be a „Biztonságpolitikai Szakkollégium” életében azáltal, hogy közhasznú egyesületi formában önálló jogi személlyé vált, aminek következtében hivatalos megnevezése a mai napig Biztonságpolitikai Szakkollégium Egyesülete.
2008-ban a hatékonyabb munkavégzés érdekében szervezeti reformra kerül sor, amely egyrészről új Szervezeti és Működési Szabályzat elfogadásában, másrészről az Egyesület vezetésének átalakításában öltött testet. Utóbbi lépés meghatározó volt a tekintetben, hogy külön-külön felelősségi területként határozta meg a mindennapi működési feladatok ellátását (az ügyvezető alelnök feladatai), illetve a szakmai tevékenység irányítását, felügyeletét (szakmai-tudományos alelnök), jelentősen növelve az Egyesület tevékenységének átláthatóságát, tervezhetőségét, hatékonyságát.
Annak érdekében, hogy a felhalmozott tudást és tapasztalatot megtartva és felhasználva mind a végzett hallgatók és senior tagok, mind az egyetemi képzésben napi szinten részt vevő aktív tagok hozzájárulhassanak a közös eredményekhez, az Egyesület 2010. évi májusi közgyűlésén egy további lépéssel tette kiegyensúlyozottá működését: létrejött a mindennapi menedzsmentért felelős háromfős Diákbizottság (elnök, ügyvezető alelnök, szakmai alelnök), amely az Egyesület elnökségének funkcionális leképezése. Ezzel munkamegosztásban a szakkollégiumi működés napi programjaiért a Diákbizottság, míg az egyesületi háttértevékenységért, a szakmai kapcsolatok építéséért és a működéshez szükséges források bevonásáért továbbra is az Elnökség a felelős.
2011. december 31-ével a Zrínyi Miklós Nemzetvédelmi Egyetem a Rendőrtiszti Főiskolával és a Budapesti Corvinus Egyetem Közigazgatás-tudományi Karával együtt beolvadt az újonnan létrejövő Nemzeti Közszolgálati Egyetembe. Ennek megfelelően a BSZK is a ZMNE jogutódjával, a Nemzeti Közszolgálati Egyetemmel folytatja együttműködését. A Szakkollégium célja változatlan maradt: korábbi tevékenységünkre alapozó, közös pályázati és kutatási programokra is kiterjedő együttműködést kívánunk kialakítani, így képezve az NKE tehetséggondozási törekvéseinek egyik alappillérét. Az új felsőoktatási intézmény egyúttal azt a lehetőséget is kínálja számunkra, hogy a közszféra tágabb közössége felé is nyissunk és minden lehetőséget megragadjunk az NKE-n működő többi szakkollégiummal történő együttműködésre, tapasztalataink átadására.
A Biztonságpolitikai Szakkollégium amellett, hogy tagjai számára előadásokat, látogatásokat, konferenciákat és más programokat szervez, a tudományos tevékenység, a kutatás, a nevelés és oktatás, a képességfejlesztés, az ismeretterjesztés, a kulturális tevékenység területein közhasznú tevékenységet is végez.
A BSZK csakúgy, mint más hazai szakkollégiumok, magáénak vallja a „Szakkollégiumi Chartában” lefektetett alapelveket, és teljesíti a szakkollégiumi lét általánosan elfogadott fő kritériumait: autonóm szervezetként működik, tagjai számára létrejött egy kollégiumi lakóközösség, mely lehetőséget biztosít az eredményes közösségépítésre, míg széles körű szakmai tevékenységének meghatározó részévé vált saját oktatási-képzési célú kurzusrendszere. E kritériumok alapján 2011 decemberében a Szakkollégiumi Akkreditációs Bizottság „akkreditált szakkollégiumnak” minősítette a BSZK-t.

## A Szakkollégium tevékenysége
2003 őszén viszonylag csekély létszámmal kezdte meg működését a BSZK, amelynek akkori legnagyobb szakmai programja egy olyan „konfliktuskezelő” szituációs gyakorlat volt, amelyben a hallgatók – hasonlóan az ENSZ-modellezéshez – a világ bizonyos országait képviselték. A szervezet intézményi szintű ismertségében az „áttörést” dr. Szenes Zoltán nyugállományú vezérezredes, akkori vezérkar főnök meghívása jelentette 2004. április 19-én. Az Egyetemi Központi Könyvtár Tudós Kávézójában tartott előadásának és az azt követő kötetlen beszélgetésnek köszönhetően a Szakkollégium az egész egyetemi közvélemény előtt ismert lett.
Azóta számos országos szaktekintély tartott előadást, a teljesség igénye nélkül: dr. Tálas Péter, a Stratégiai Védelmi Kutatóközpont vezetője, aki rendszeresen visszatérő előadója a Szakkollégiumnak; dr. Lengyel László közgazdász-publicista; dr. Szemerkényi Réka biztonságpolitikus-politikus; dr. Tatár Attila tűzoltó altábornagy; Sági János vezérőrnagy, Farkas Bertalan kutatóűrhajós, valamint a Nemzeti Közszolgálati Egyetem több oktatója.
Az előadásokon kívül helyzet- és válságkezelési gyakorlatokra, illetve szakmai látogatásokra került sor annak érdekében, hogy a „learning by experience” módszerek alkalmazásával gyakorlati élményeket, gyakorlati tapasztalatokat nyújtson a hallgatóknak, így segítve szakmai fejlődésüket, fokozva motivációjukat. Így jártunk az Összhaderőnemi Hadműveleti Központban; a MH. Hadikikötőben tűzoltási nagygyakorlatot tekinthettünk meg; a Currus Rt.-nél megnéztük az Iraknak szánt T-72 harckocsikat; többször részt vettünk a Bevetési Irány hadgyakorlaton és látogatást tettünk a Civil-Katonai Együttműködési és Lélektani Műveleti Központban, vagy a Magyar Iszlám Közösségnél – hogy csak néhányat emeljünk ki.
2009 óta minden évben megszervezzük kifejezetten a BSZK-ba felvételizőknek „készségfejlesztő” kurzusunkat, melynek alapja az Európai Unió referenciakeretébe foglalt 5 kompetenciaterület (például írásbeli, anyanyelvi és idegen nyelvi, digitális kompetencia) volt, így a kurzus összesen 5 különböző blokkra (például kutatásmódszertan, könyvtárhasználat, személyi motiváció, előadás-technika) épült.
Az utóbbi években megvalósult a BSZK egyik legfontosabb célkitűzése is: önálló kurzusrendszert működtet a tagság és a munkaerőpiac igényeinek megfelelően. A 2009/2010-es tanév őszi szemeszterétől kis csoportokban, szemináriumi keretek között elismert szakértők bevonásával folynak magyar és angol nyelvű szakmai kurzusaink.
Annak tudatában, hogy a BSZK fontos szerepet kíván vállalni a Nemzeti Közszolgálati Egyetem (korábban a ZMNE) kulturális, társadalmi életének felpezsdítésében is, 2007 novemberében hagyományteremtő szándékkal, első alkalommal került megrendezésre a „Biztonságpolitikai Szakestély”, amelynek célja a tudatos közösségépítés és az összetartozás érzésének fokozása. E hagyományunkat azóta is gondosan ápoljuk, hiszen a „Szakest” nem veszített varázsából.

## A Szakkollégium kapcsolatai
Jóllehet a Biztonságpolitikai Szakkollégium tagjai a korábbi években alapvetően „zrínyisek” voltak, az NKE-n belül végrehajtott integráció új teret nyit előttünk. A BSZK mára a szakkollégiumok elit csoportjának ismert tagja lett, tagjai részt vettek a szakkollégistáknak szánt Eötvös-, és Bolyai Konferencián. Emellett kiváló kapcsolatokat ápol szervezet a Magyar Hadtudományi Társasággal és a Stratégiai Védelmi Kutatóközponttal. A szakmai szervezetek mellett egyre fokozottabb figyelmet szentelünk a társ-szakkollégiumokkal fenntartott kapcsolatokra a tapasztalatcsere és a közös érdekérvényesítés jegyében.
A BSZK természetesen nemzetközi kapcsolatok ápolására is egyre nagyobb hangsúlyt fektet, így rendszeresen vendégül lát külföldi szakembereket és a Nemzeti Közszolgálati Egyetemen tanuló külföldi hallgatókat. 2011-ben pályázati együttműködést alakítottunk ki a NATO Public Diplomacy Division brüsszeli központjával, ami lehetővé tette, hogy kibővítsük és elmélyítsük az országban jelenleg egyedülálló, folyamatosan frissülő és magas szakmai színvonalú, szakértők által szerkesztett, de a szélesebb olvasóközönség számára is közérthető tájékoztató tevékenységünket az Észak-atlanti Szerződés Szervezetének tevékenységéről.
2012-ben első alkalommal rendeztük meg a Fiatal Biztonságpolitikusok Nemzetközi Konferenciáját (First International Conference of Young Security Policy Experts), melyen szakkollégiumunk tagjai mellett más magyar és külföldi fiatal szakemberek tartottak előadást saját szakterületükről.

## Szakmai megjelenés – www.biztonsagpolitika.hu – Biztonságpolitika Portál
Napjainkban rendkívül fontos, hogy egy szakmai szervezet mennyire hatékonyan képes eredményeit, tevékenységét és szakmai véleményét artikulálni. Ennek érdekében működteti a BSZK a www.biztonsagpolitika.hu – Biztonságpolitika Portál weboldalt, amelyen rendszeres publikációk, kommentárok, beszámolók lelhetők fel a tagok „tollából”. Célunk, hogy e felületet a biztonság- és védelempolitika, tágabb értelemben a világpolitika kérdéseivel foglalkozó, illetve azok iránt érdeklődő felhasználók közös felületévé, szakmai viszonyítási és találkozó pontjává tegyük, és Biztonságpolitika Portállá fejlesszük. Ennek keretében dinamikus és interaktív tartalommal, specifikus, a NATO-val foglalkozó elemzésekkel, valamint több szakértői-szakmai szervezet, fórum, blog megjelenítésével bővítjük a biztonságpolitika iránt érdeklődők, a velünk együtt gondolkodók, véleményt nyilvánítók körét.
Szilárd szerzői és szerkesztői bázison lassan négy éve heti rendszerességgel jelenik meg a világpolitika meghatározó eseményeit áttekintő heti hírösszefoglalónk („Ez történt a héten”), amelynek szerzői köre 2010 nyarán kibővült, és a BSZK műhelyrendszere alapján jelentős fejlesztésen esett át. Ennek eredményeképpen regionális felosztásban folyamatos hírfigyelést és szakcikkeket kínálunk a honlap látogatóinak. Jelenleg két tematikus műhely működik a Szakkollégium keretein belül: az Afrikai és Közel-keleti, valamint a Transzatlanti és Ázsia Műhely. Önálló rovatot képez az Észak-atlanti Szerződés Szervezetével foglalkozó NATO-NETto, amely rendszeresen megjelenő havi hírösszefoglalókat és specifikus elemzéseket kínál. A rovatban megjelenő hírek, cikkek és egyéb, a NATO-hoz köthető kiegészítő információk megosztására szolgál a NATO-NETto Twitter-profilja is, melyet a twitter.com/nato_netto címen lehet elérni.
2011-ben a NATO-NETto rovat fejlesztése új szintre emelkedett: a NATO Public Diplomacy Division támogatásával valósult meg „Interactive Security Policy Portal 2011” elnevezésű pályázatunk, melynek keretében havonta számos a transzatlanti térség biztonságpolitikai problémáival foglalkozó elemző-értékelő cikk jelent meg a honlapon. Célunk, hogy a rovat interaktív fejlesztésével a fiatalok, pályakezdők, a jövő értelmisége körében terjesszük a NATO-val kapcsolatos, magyar nyelven is elérhető hiteles szakmai információkat, és építő eszmecserét alakítsunk ki e kérdésekről. A megkezdett munkát 2012-ben a Magyar Atlanti Tanáccsal kialakított együttműködés segíti, amely által elemzéseink és kiadványaink a MAT országos ismeretterjesztő-tájékoztató tevékenységének egyik alapvető elemévé válnak.

## A Szakkollégium kommunikációja
2009-ben készült el a Biztonságpolitikai Szakkollégium Egyesületének saját, hivatalos honlapja, a www.bszk.hu. A honlap tervezésekor és készítésekor egyrészt fontos volt, hogy rajta keresztül kommunikálhatóvá és átláthatóvá váljon a BSZK minden tevékenysége, kezdve a kurzusoktól a konferenciákon és látogatásokon át, egészen a szervezet belső működéséig.
Másrészt a honlappal szemben támasztott elvárás volt, hogy a belső ügyvitel központjává váljon, és rajta keresztül a tagok és a szervezet tevékenysége is automatikusan rögzítésre kerüljön, és ezáltal követhető legyen. Ennek nyomán gyakorlatilag jóval többé vált, mint egy egyszerű bemutatkozó oldal, hiszen már a felvételi jelentkezés is a honlapon, a regisztrációval egybekötötten valósul meg, a jelentkezési lapot is a felhasználók, leendő tagjaink, maguk generálják.
A BSZK 2010 óta a Facebookon is elérhető, ahol a feliratkozók azonnal értesülhetnek a biztonsagpolitika.hu-n megjelenő új cikkekről, elemzésekről és hírekről. A Szakkollégium Facebook-profilja elérhető itt.

## A Szakkollégium jövőbeni terveiről
Az elkövetkezendő időszakban a Szakkollégium életében az eddig megalapozott tevékenység magas színvonalon tartása lesz fő feladatunk – immár az NKE által kínált új környezetben. Már kialakult és sikeresen működik az Egyesületen belül a fiatalabb hallgatók mentorálásának gyakorlata, amely reményeink szerint hozzásegíti őket első szakmai sikereik eléréséhez. A továbbiakban ez biztosíthatja megfelelő módon a tapasztalat és szaktudás átadását annak érdekében, hogy a BSZK eredményes működése hosszú távon is fenntartható legyen.
2009 óta sikeresen működnek szakmai kurzusaink, amelyek olyan ismereteket biztosítanak tagjainknak, melyek leendő elemzői karrierjüket alapozzák meg, miközben a hallgatók megismerkednek az egyetemi képzést kiegészítő sokrétű és szerteágazó forrásbázissal. A BSZK hallgatóinak tanórán kívüli képzése és készségeinek fejlesztése továbbra is meghatározó feladatunk marad annak érdekében, hogy minden téren erősödjön a szakmai tevékenység, legyen szó akár konferenciákról, akár a Tudományos Diákköri Konferenciákon történő sikeres szereplésről.
Azáltal, hogy kialakult a Szakkollégium együttlakó közössége, minden eddiginél jobb lehetőségünk nyílik arra, hogy a tehetséggondozás és esélyegyenlőség jegyében legtehetségesebb tagjainkat támogassuk, elérhetővé téve számukra a nyugodt lakókörnyezetet, valamint biztosítva a közösség támogatását minden téren.

## A Szakkollégium elérhetőségei
A Biztonságpolitikai Szakkollégium a Nemzeti Közszolgálati Egyetem Hadtudományi és Honvédtisztképző Karának Hungária körúti campusán (Zrínyi Miklós Laktanya és Egyetemi Campus) működik, amelynek címe: 1101, Budapest, Hungária körút 9-11. A szervezet további elérhetőségei fellelhetők saját honlapján, a www.bszk.hu-n, valamint a BSZK gondozásában működő www.biztonsagpolitika.hu weboldalon.